# Уджда (аеропорт)
Аеропорт Уджда-Ангадс (араб. مطار وجدة أنجاد, фр. Aéroport d'Oujda-Angad) (IATA: OUD, ICAO: GMFO) — аеропорт, що обслуговує місто Уджда, 
 у Східному регіоні Марокко. 
Розташований приблизно за 12 км на північ від Уджди та приблизно за 600 км NE від Касабланки, поблизу кордону з Алжиром.

## Авіалінії та напрямки, травень 2023
| Авіакомпанія        | Пункт призначення |
| ------------------- | --- |
| Air Arabia          | Брюссель, Марсель, Мурсія, Париж–Шарль де Голль Сезонні: Барселона, Лілль (з 21 червня 2023), Ліон (з 21 червня 2023), Монпельє (з 22 червня 2023) |
| Air Nostrum         | Сезонний чартер: Лісабон, Порту (обидва з 4 червня 2023)                                                                                           |
| ASL Airlines France | Сезонний: Страсбург, Париж-Шарль де Голль (з 6 липня 2023)                                                                                         |
| Brussels Airlines   | Сезонний: Брюссель |
| Royal Air Maroc     | Касабланка, Париж–Орлі Сезонний: Дюссельдорф (з 28 червня 2023), Париж–Шарль де Голль (з 24 червня 2023)                                           |
| Ryanair             | Барселона, Париж-Бове, Брюссель-Шарлеруа, Марсель, Тулуза Сезонний: Веце                                                                           |
| Transavia           | Ліон, Париж–Орлі |
| TUI fly Belgium     | Брюссель-Шарлеруа, Париж–Орлі Сезонно: Брюссель, Ейндговен, Лілль, Бордо                                                                           |

## Статистика
Див. джерело запитів Вікіданих та джерела.